# Resiniferatoxina
Resiniferatoxina (RTX) es un compuesto químico producido de forma natural por el cardón resinoso (Euphorbia resinifera), una planta similar al cactus encontrada en Marruecos y por la Euphorbia poissonii en el norte de Nigeria. Es un análogo natural ultrapotente de la capsaicina.
Activa el receptor vaniloide en una subpoblación de neuronas sensoriales aferentes primarias implicadas en la nocicepción (la transmisión de dolor fisiológico).  RTX hace que el canal iónico de la membrana citoplasmática de las neuronas sensitivas - el TRPV1 - se vuelva permeable a los cationes, particularmente al catión calcio; esto provoca una potente reacción irritante en la zona seguida por una desensibilización y analgesia.
La investigación ha sido llevada en el National Institutes of Health y la Universidad de Pensilvania para diseñar un nuevo tipo de analgésico de la Euphorbia resinifera.

## Síntesis
El grupo Wender en la Universidad de Stanford completó una síntesis total de (+)-resiniferatoxina en 1997.

## Toxicidad
La resiniferatoxina es tóxica y puede producir quemaduras químicas. Los experimentos con animales indican un DL50 oral para la rata de 148.1 mg/kg. La resiniferatoxina tiene un nivel de 15.000.000.000 unidades en la escala Scoville para medir la pungencia de los pimientos picantes; es, por tanto, la sustancia más picante conocida.